# Júlio Correia da Silva
Júlio Correia da Silva (1 de dezembro de 1919 — 18 de março de 2010), conhecido como Julinho, foi um jogador de futebol português que atuava como atacante.
Ao longo de 13 temporadas, acumulou 166 jogos e 170 gols na Primeira Liga, principalmente no Benfica, onde conquistou seis grandes títulos.

## Carreira
Nascido em Ramalde, Portugal, Julinho iniciou sua carreira no Boavista F.C., estreando no time principal com apenas 15 anos e permanecendo até 1940. Após uma breve passagem pelo Académico F.C., chamou a atenção do S.L. Benfica, que o contratou em 1942, apesar das melhores ofertas do F.C. Porto.
No Benfica, passou a fazer parte da linha ofensiva do clube, que incluía Mário Rui, Espírito Santo, Rogério Pipi e Arsénio, batizados de Os Cinco Diabos Vermelhos. Principalmente um centro para a frente, mas também pode jogar como interior para a frente, ele fez sua estréia em 11 de outubro de 1942 contra o Atlético e nas oito temporadas seguintes marcou mais de 150 gols, para ajudar o clube a conquistar três títulos da liga.
Ele participou do 12-2 de lutas do Porto, em 7 de fevereiro de 1943, quando marcou quatro gols, e a vitória de 7–2 contra o Sporting C.P. em 28 de abril de 1946. Vitória de 13–1 contra o A.D. Sanjoanense em 27 de abril de 1947, uma das maiores vitórias de todos os tempos na Primeira Liga. Já na casa dos trinta, ele marcou o gol da vitória contra o F.C. Girondins de Bordeaux na final da Copa Latina de 18 de junho de 1950 e fez sua última aparição pelo Benfica em 8 de março de 1953 contra o Barreirense. Com 205 golos marcados em duzentos jogos, ele permanece como o sétimo maior goleador da história do Benfica.

## Carreira internacional
Julinho foi internacional apenas uma vez por Portugal, com uma derrota por 2-0 contra a Espanha em 21 de março de 1948 em Madri.

## Honras

### Clube
Benfica
- Primeira Liga: 1942–43, 1944–45, 1949–50
- Taça de Portugal: 1942–43, 1943–44
- Taça Latina: 1950

### Individual
- Primeira Liga: Bola de Prata 1942–43, 1949–50
- Taça de Portugal: Bola de Prata 1943–44